# 限定受信システム
限定受信システム（げんていじゅしんシステム）やコンディショナルアクセスシステム（英: conditional access system; CAS）は、デジタル放送のコンテンツ管理方法の一つ。CASプラットフォームは、暗号化技術により、契約者以外の視聴を防止する、サーバ型放送の核となるアクセスコントロール技術でもある。

## 日本の主な方式
| 方式                                      | 使用例                                                                      | 規格・策定企業                                        |
| ----------------------------------------- | --------------------------------------------------------------------------- | ----------------------------------------------------- |
| コアテック方式（BS標準スクランブル方式）  | CS-PCM音声放送・アナログWOWOW・CS BAAN・ケーブルテレビ等、JCSAT系の衛星放送 | コンディショナル ・アクセス ・テクノロジー研究所(CAS) |
| 同期信号圧縮方式（ビデオサイファー方式）  | ケーブルテレビ                                                              | Linkabit                                              |
| M方式（BS標準準拠A方式）                  | レインボーチャンネル・企業内通信等                                          | 松下電器産業                                          |
| スカイポート方式 （BS標準準拠B方式）      | スカイポートTV、SUPERBIRD系の衛星放送                                       | ソニー                                                |
| MAC/ADM時分割多重方式（B-MAC方式/NTSC版） | 企業内通信                                                                  | サイエンティフィック・アトランタ(SA)                  |
| NTT方式                                   | NTT中継回線・SNG回線・通信で使用                                            | 日本電信電話                                          |
| ソニー方式                                | 郵政省・ミサワバン等、SUPERBIRD系の衛星通信                                 | ソニー                                                |

| 方式                                    | 使用例                                            | 規格・策定企業                                                       |
| --------------------------------------- | ------------------------------------------------- | -------------------------------------------------------------------- |
| ARIB限定受信方式 (B-CAS)                | 地上波・BS・110度CS（スカパー!を含む）            | ARIB STD-B25、ARIB TR-B14、ARIB TR-B15                               |
| ACAS                                    | 地上波・BS・110度CS（スカパー!を含む）・4K/8K放送 | 新CAS協議会                                                          |
| スカパー限定受信方式（Perfec CARD方式） | JCSAT系の衛星放送・スカパー!プレミアムサービス    | スカパーJSAT                                                         |
| 日立方式 (C-CAS)                        | ケーブルテレビ                                    | 日本ケーブルラボ運用仕様 JCL SPEC-005、日立製作所                    |
| Secure Navi方式 (C-CAS)                 | ケーブルテレビ                                    | 日本ケーブルラボ運用仕様 JCL SPEC-005、パイオニア                    |
| 松下CATV限定受信方式 (C-CAS)            | ケーブルテレビ                                    | 日本ケーブルラボ運用仕様 JCL SPEC-005、松下電器産業                  |
| ケーブルラボ試聴制御方式                | ケーブルテレビ                                    | 日本ケーブルラボ運用仕様 JCL SPEC-001-01、JCL SPEC-002、JCL SPEC-007 |
| u-CAS方式                               | SOUND PLANET                                      | 有線ブロードネットワークス                                           |
| PowerKEY方式                            | ケーブルテレビ                                    | Scientific Atlanta Inc                                               |
| ARIB限定受信B方式                       | モバHO!                                           | ARIB TR-B26、電波産業会                                              |
| パイシス限定受信方式                    | SUPERBIRD Cの衛星通信                             |                                                                      |
| MULTI2-NAGRA方式                        |                                                   |                                                                      |
| IPTVフォーラム・Marlin方式              |                                                   | IPTV規定・IP放送仕様、IPTVフォーラム                                 |
| BISS方式                                | DSNG(SNG伝送)                                     | ARIB STD-B26 欧州放送連合                                            |

## B-CAS
地上波・BS・110度CS放送のCASとして、MULTI2暗号を使用したB-CASが使用されている。

## ACAS
ACASは日本の4K/8Kテレビ放送向けに2018年10月より使用されているCAS。地上波・BS・110度CS放送向けのB-CAS方式も内蔵している。B-CASカードの代わりにACASチップがテレビ・レコーダーに内蔵されている。

## C-CAS
日本におけるデジタル化ケーブルテレビ（デジタルケーブルテレビ）のCASとしてはC-CAS（ケーブルキャス）がある。
デジタルケーブルテレビの視聴（B-CASカードの対象となる、BSデジタル放送、地上デジタル放送および110度CSデジタル放送の再送信を除く）には、C-CASカードが使用される。C-CASカードはICカードであり、チューナー（セットトップボックス）に挿入すると番組サービスを視聴できる仕組みになっている。
また、PPVに対応しているシステムでは、C-CASにより課金管理も行われている。
また、C-CASによりコピー制御（コピーワンス等）を行っているシステムでは、B-CASと同様に、その放送の録画に対して、コピー制御により様々な制限が掛かる場合がある。B-CASの項、DVDレコーダー#DVDレコーダーとコピー制御の関係の項などを参照。
C-CASカードの運用業務は「有限責任中間法人日本ケーブルキャスセンター」（旧 社団法人日本ケーブルテレビ連盟日本ケーブルラボ ケーブルキャス協議会）が行っている。
C-CASには、松下CATV限定受信方式（松下電器産業）、Secure Navi方式（パイオニア）、日立方式（日立製作所）の3種があり、メーカー間での互換性確保が課題になっている。

### 統合デジタルCATVシステムとの関係
なお、B-CASとC-CASは直接の関連性は無く、デジタルケーブルテレビにおいて再送信される各種デジタル放送の視聴には、B-CASカードが別途必要である。
また、当該デジタル放送のチューナーとして一般市販のパススルー方式の物でなくケーブルテレビ提供の物を使用する場合においてはB-CASカードも一般のカードではなくデジタルケーブルテレビ専用のB-CASカードが使われる。統合デジタルCATVシステムでは「デジタルケーブルテレビ専用のB-CASカード」および「C-CASカード」の2枚のCASカードを使用する物が多い。

## スカパー!プレミアムサービス
スカパー!プレミアムサービスのサービスでも視聴制御用にICカードが使われ、「スカイパーフェクカード」または「パーフェクカード」があったが、現在の名称は「スカパー!ICカード」。ペイ・パー・ビューの視聴制御にも使われる。

## パソコンでの限定受信システム
パソコンにチューナー機能を装備して、地上デジタルテレビジョン放送を受信する場合の限定受信システムについては、以下の様な諸事情がある。
近年、ブロードバンドの普及や映像圧縮技術の進歩により、テレビ視聴・録画機能を持ったパソコンで録画した映像がインターネットで不法に送信されることが増えたことから、これを防止する理由で日本においては受信機器にコピーワンス規制とB-CASカードによる認証が導入された。
これにより、地上デジタルテレビジョン放送の視聴や録画、再生には機器に添付されるB-CASカードを機器にセットして認証を行う必要があり、さらに録画した内容は「ムーブ」と呼ばれる移動のみ可能で、複数の外部メディアへの書き込みを抑制する仕組みとなっている。
これに加え、これらを徹底する趣旨からPCIやUSB、DVI等、ユーザーがアクセスできる汎用バスやインターフェースを平文の映像データが通過しないこともB-CASカード発行の条件としている。
ただし、これまでオープンアーキテクチャの元で進化してきたインターフェースやアーキテクチャが基本となっているパソコンで実現するには、これらの根本的な変革が必要であるため、2005年12月31日までの経過措置として、解像度をSD相当に制限し、スクランブルを掛けて、録画されたパソコン（あるいは拡張ボード）以外で再生できないように認証するという条件付で平文の映像データが汎用バスを通過する機器にもB-CASカードを発行しており、これに対応した機器が国内メーカーより販売されている。
しかし、日本国外を中心としたパソコンを構成する各コンポーネントを製造している企業にとっては以下の理由からB-CASカード対応には消極的な姿勢をとっている。
- パソコン関連機器の最大の市場であるアメリカでは消費者側の激しい反発で導入が見送られ、日本だけで実施される形になったために、特に多くのコストを負担せざるを得ないGPUメーカーを中心として、激しい競争の中で日本市場のためだけに余計なコストをかけられないという意識がある。
- システム根幹部分への著作権保護機能 (DRM) の副作用として、B-CASカード発行のための認証を受けられないようなOS・アプリケーションソフト等（オープンソースソフトやオンラインソフト等の認証を受けていない物や、費用の面や、GPL等の自由ソフトウェア系やオープンソース系のライセンスとの矛盾から、認証を受けることのできない物）の利用に制約が加わる等、オープンアーキテクチャの汎用機械としてのメリットを失うことが懸念されており、特にパソコン関連機器の最大の市場であり消費者の権利意識の強いアメリカを中心として、顧客の反発や売り上げ減少のリスクがある。

また、パソコン上に著作権保護機能ハードウェアを実装するとしても、パソコン市場において独占力を持つマイクロソフトの提唱する「NGSCB」やインテルの提唱する「LaGrande」となる可能性が高いが、アメリカを中心として消費者の反発が根強い上に、まだ技術面でも未確定要素が多く、仮に実現したとしても数年先であり、これらがB-CASカード発行の条件を満たすか否かは不透明である。
このため、日本独自仕様のGPUやCPU、OS、インターフェースを開発すれば理論上はB-CASカード対応を実現できないことはないが、あまりにも莫大なコストがかかること、またB-CASカードに対応することは日本市場でパソコン自体を販売するための必須項目ではなく、あくまでもパソコンに地上デジタルテレビジョン放送受信・録画機能を搭載するためのものであり、またパソコンにはテレビの視聴や録画以外にも様々な用途があることから、多くのパソコン関連メーカーは莫大なコストをかけてB-CASカードに対応するよりも地上デジタルテレビジョン放送に対応しないという選択をすることが一部で予想されていた。
それにより、日本においては前述の経過措置が終了するとともに地上デジタルテレビジョン放送視聴や録画機能を持ったパソコンやその機能を実現するための拡張カードは事実上姿を消すことも一部では予想されていた。
しかし結局2005年ごろより、富士通、NEC、日立製作所、東芝はそれぞれ独自開発によるB-CASカード対応パソコンを販売するようになった。富士通から技術供与を受けたピクセラ製モジュールを搭載することで、シャープ、ソニーからも同様のパソコンが相次いで発売された。
これらはいずれも、なんらかの専用ハードウェアを追加搭載することでB-CASカードに対応したものであり、2006年現在では日本国外系PCベンダからは対応製品の発売は行なわれていない。また、本体とディスプレイを一体化して、接続ケーブルやインターフェースを廃するという手法も一部で採用されている。
このような状況について、テレビ受像機やBDレコーダー、DVDレコーダー、HDDレコーダー、セットトップボックス、家庭用ゲーム機など家電機器を家庭のAVや情報の中心にすることを志向する日本メーカーは概ね静観の構えである。一方、パソコンを中心とすることを目指す日本国外IT系企業、特にマイクロソフトは「不明瞭な認証プロセス」「標準化機構が複数併存」などと具体事例をあげて指弾している。
2008年から、Dpaが「PC用デジタル放送チューナのガイドライン（外部リンク参照）」を策定したことに伴い、ピクセラやアイ・オー・データなどいくつかのメーカーから、地上デジタルテレビジョン放送の受信に対応した単体のチューナーモジュールが発売された。
しかし、このガイドラインは、チューナーモジュールと、受信した信号を処理するその他のハードウェア（ビデオカード等）やアプリケーションソフトウェアが別個に製造されることを想定したものではなく、既存のコンテンツ保護規定で単体のチューナーモジュールもカバーするために、チューナーモジュールとそれを装着したパソコン、およびその上で動くアプリケーションソフトウェアが論理的に緊密に一体となった受信機として動作するものでなければならないというものである。
このため、録画したコンテンツはその録画に使用したチューナーモジュールとパソコンの組でないと再生できない、パソコンはパーツごとの交換が可能なため何をもって「録画した時と同じパソコン」とするかの基準が不明確である(テセウスの船)、録画したファイルを異なるハードディスクドライブに移動すると再生できない等の制限があり、パーツを交換することが少なくない自作パソコンユーザーにとってはあまり嬉しくないものとなってしまっている。
尚、現時点ではデジタル音声出力（5.1chサラウンド）に非対応な製品が多い。
2010年台に入ると、ブロードバンド接続の普及や動画投稿サイトが市民権を得たことを背景に映像コンテンツのネット配信サービスが普及・放送局側の公式同時配信（NHKプラス・日テレ系リアルタイム配信・TBS系リアルタイム配信・テレ東系リアルタイム配信・東京メトロポリタンテレビジョンのエムキャス）が登場したことから、パソコンでテレビ番組を視聴あるいは録画するニーズは減少傾向にあり、テレビ受信機能を搭載しないパソコンが増加している。

## 1セグメント放送の場合
1セグメント放送（ワンセグ）における限定受信システムについては、2010年現在、ARIB運用規定によりB-CASカードは不要となっている。

## ギャラリー

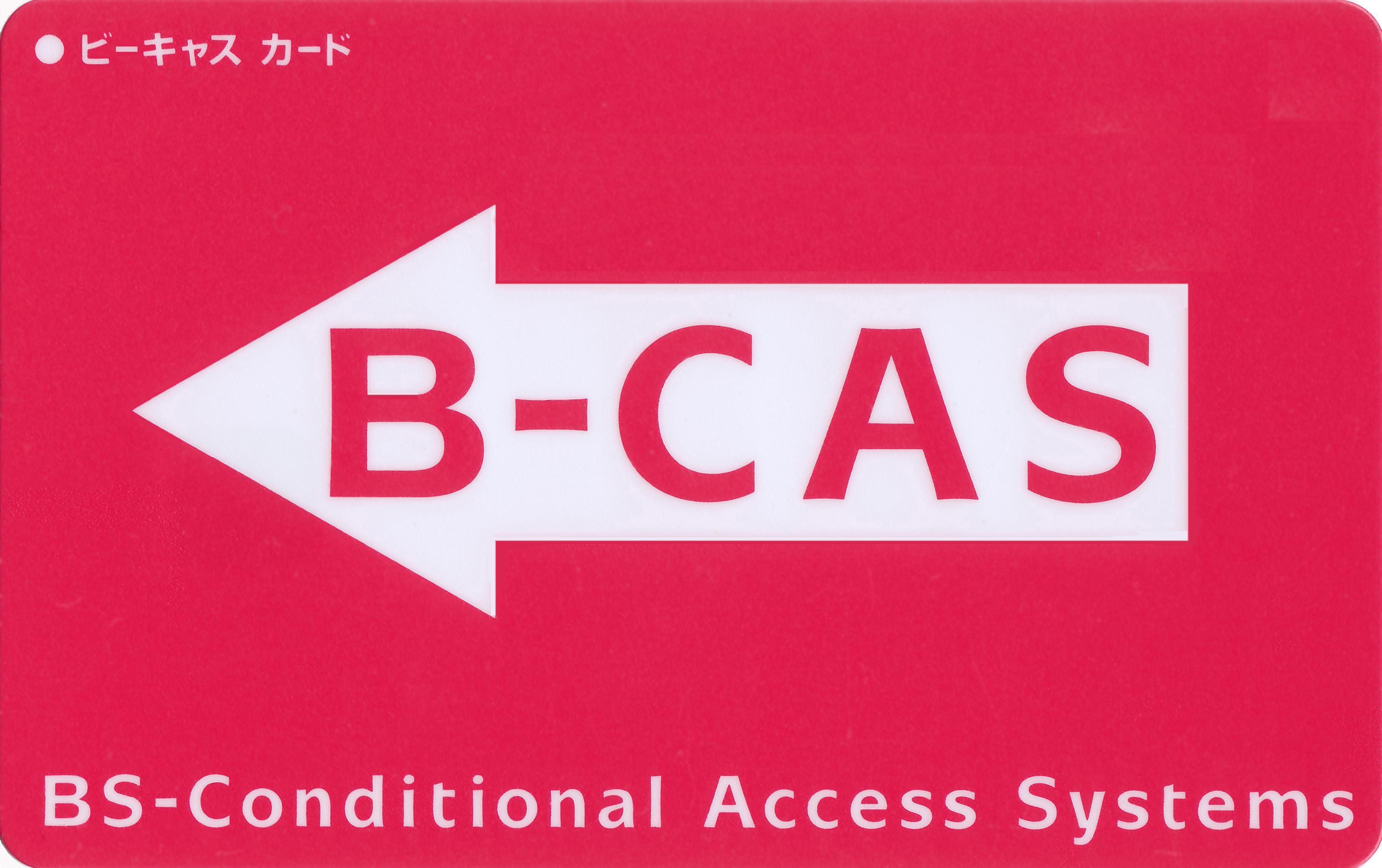
BSデジタル用 B-CASカード
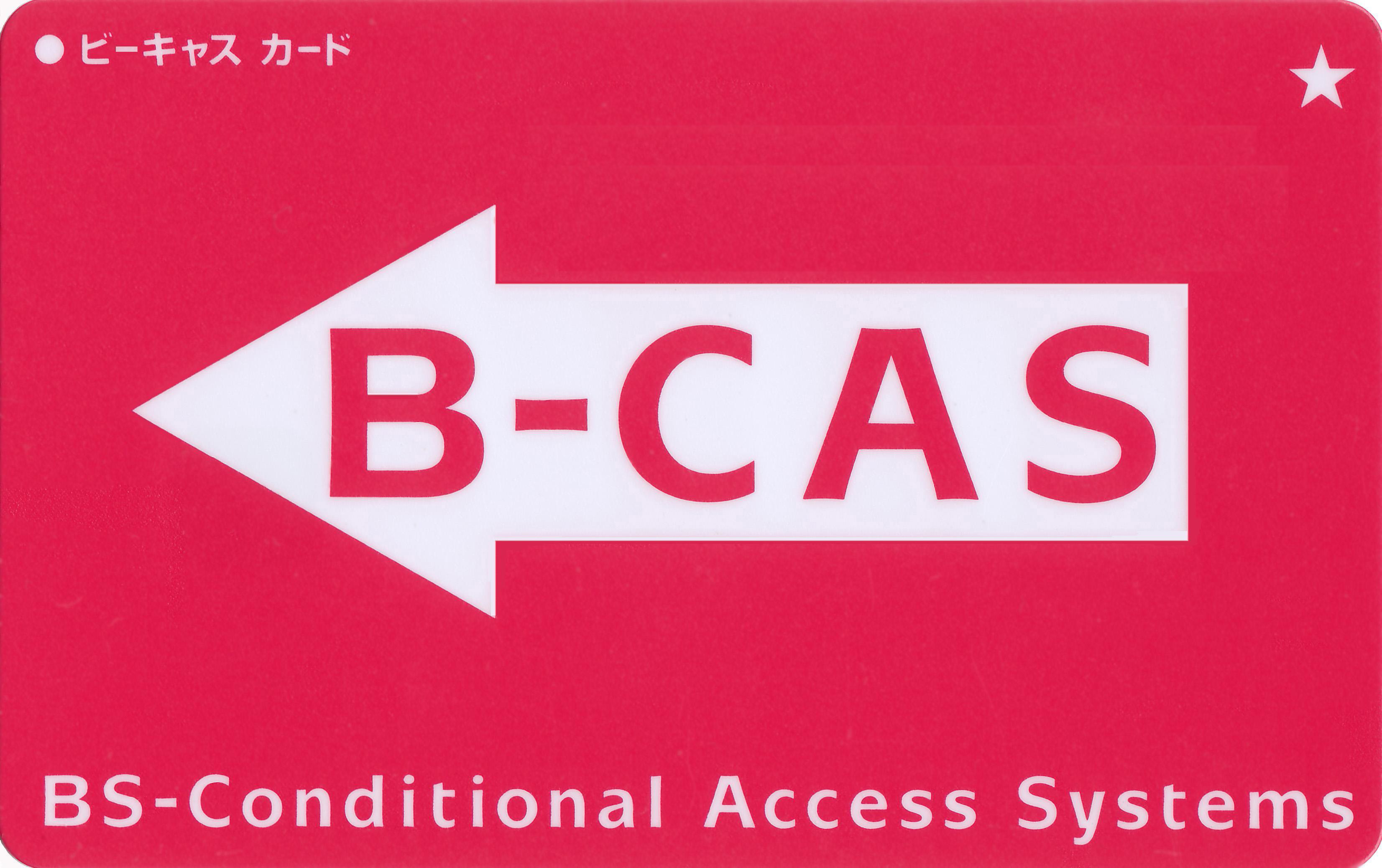
BS 110度CS 地上デジタル対応マーク付き B-CASカード
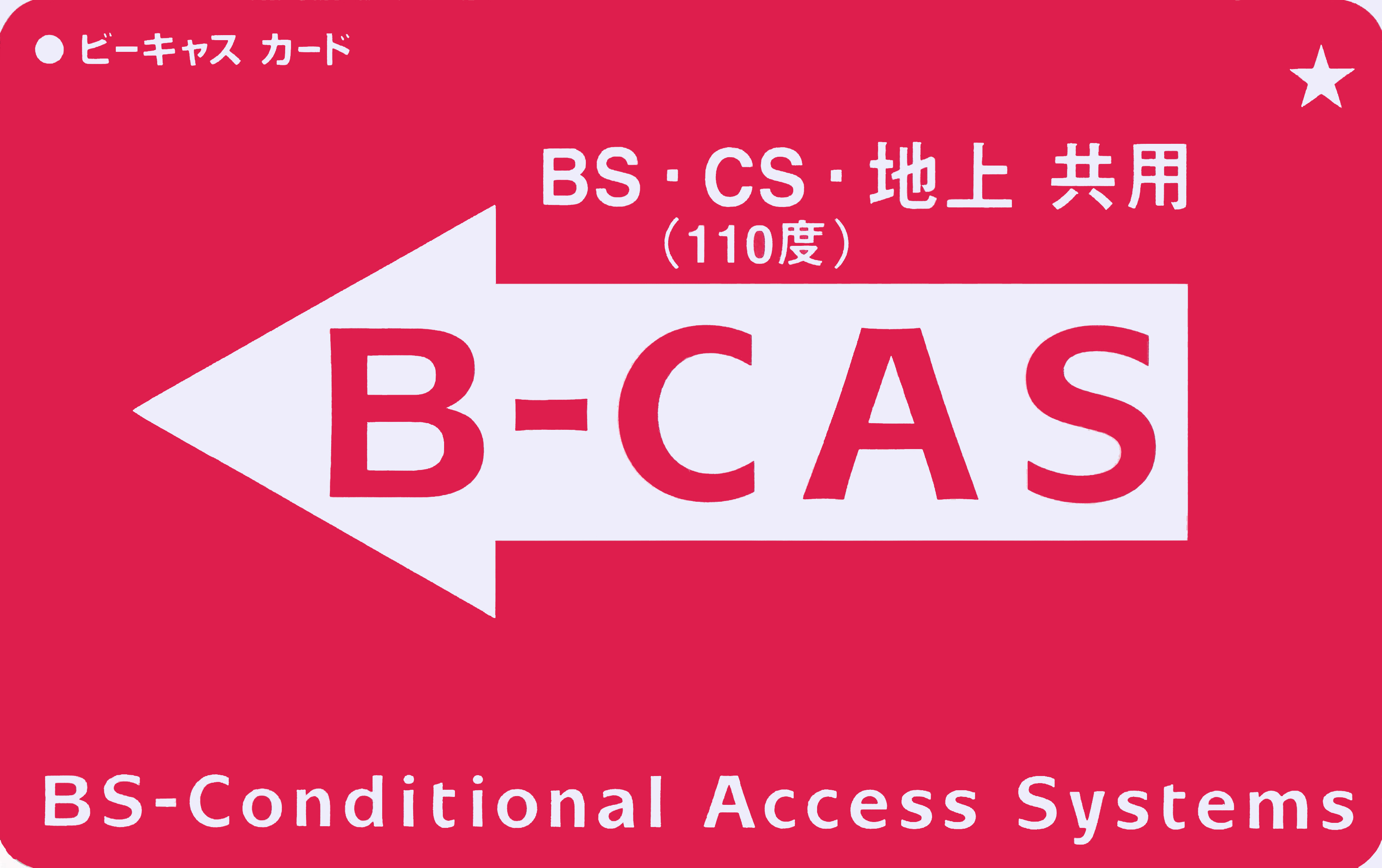
BS 110度CS 地上デジタル共用 B-CASカード
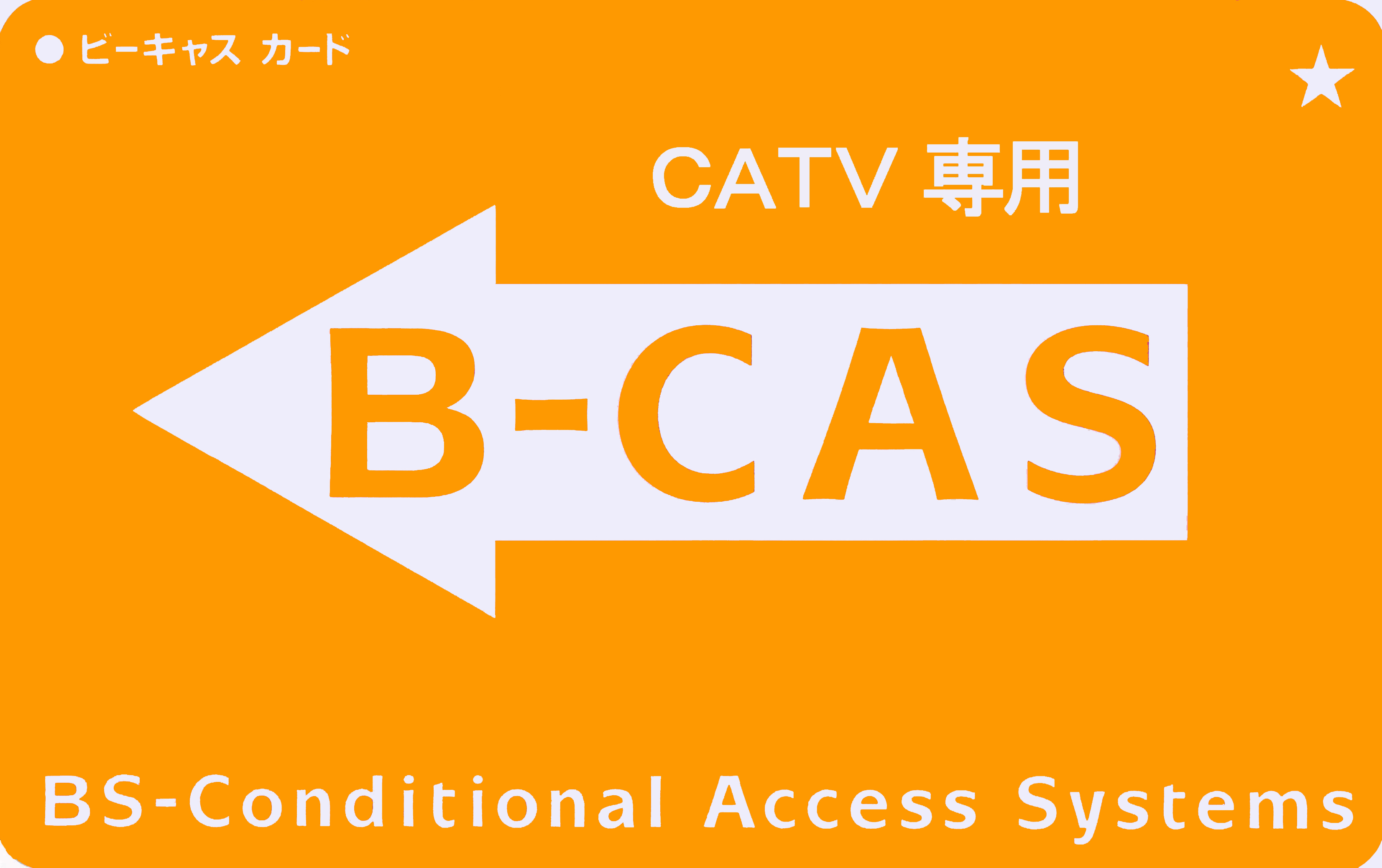
CATV専用 B-CASカード
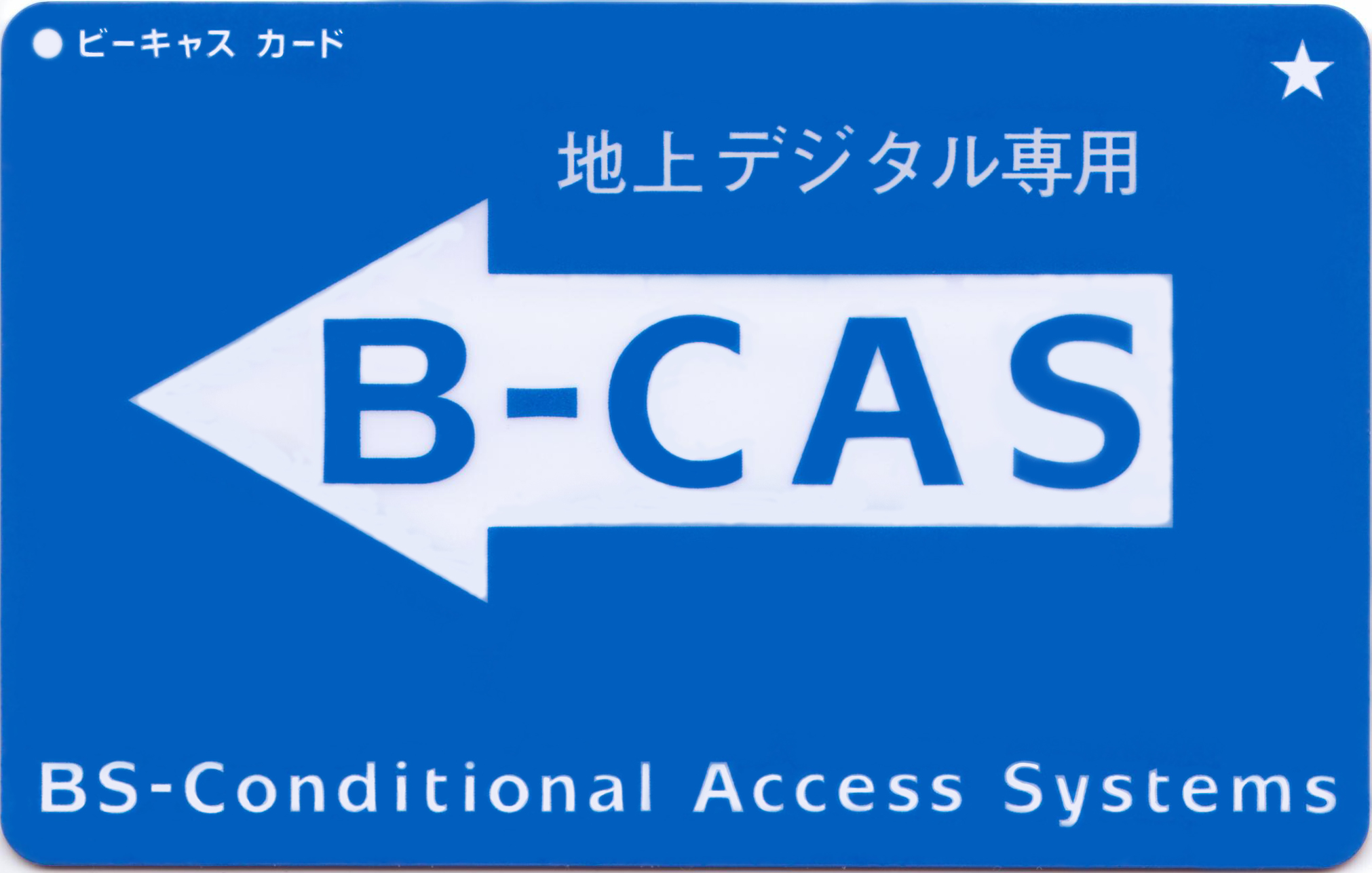
地上デジタル専用 B-CASカード
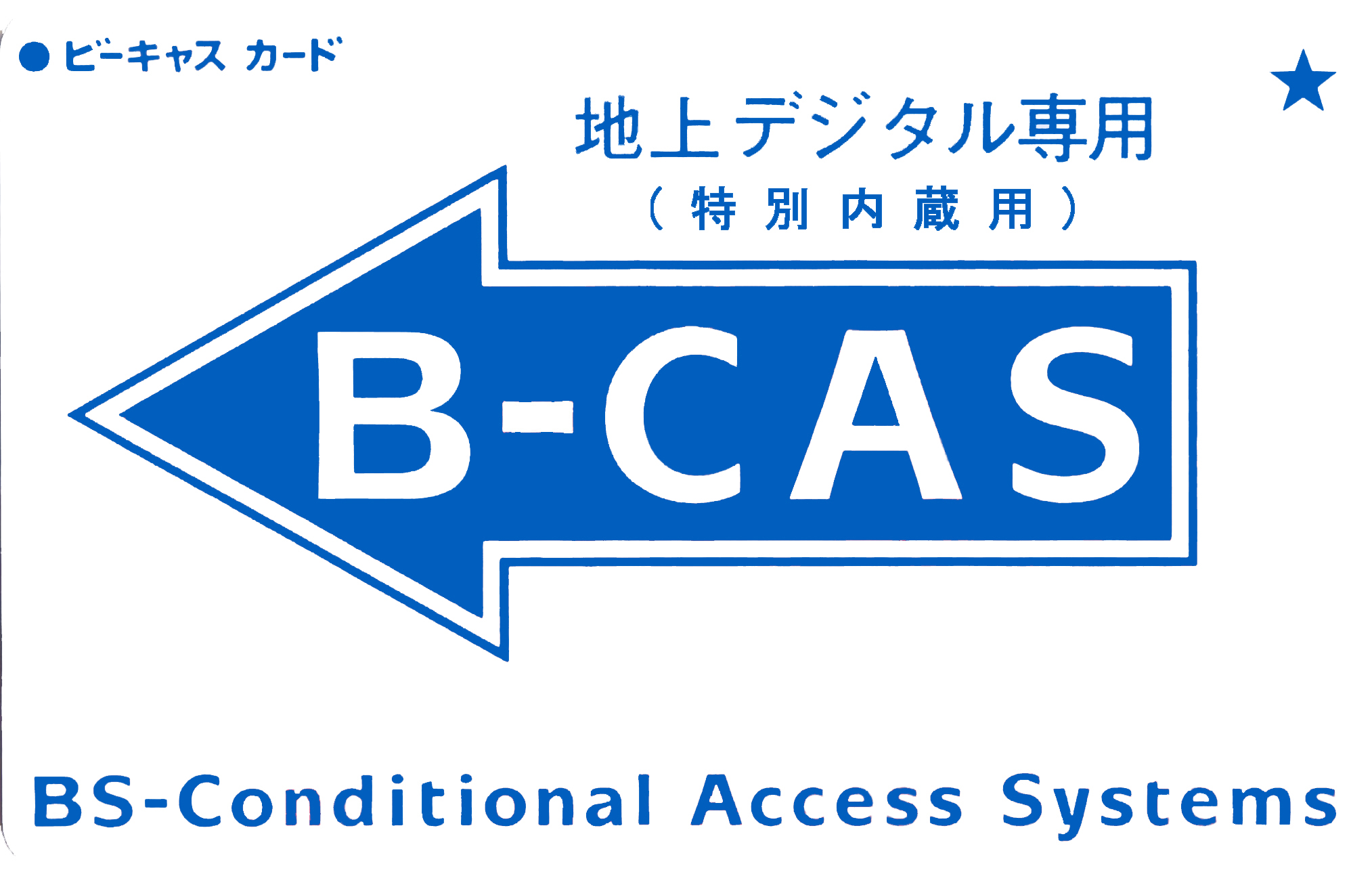
地上デジタル専用（特別内蔵用）B-CASカード
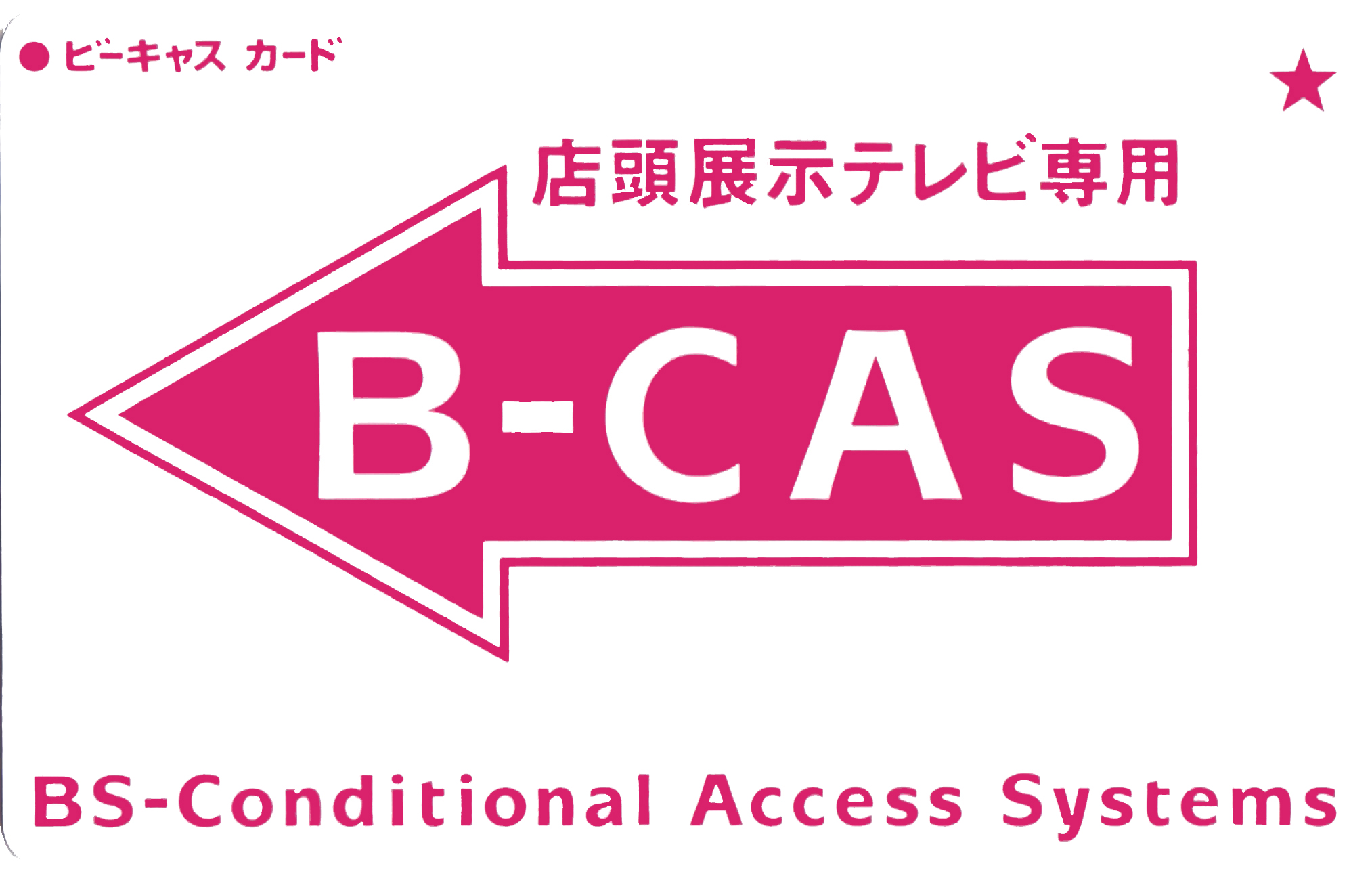
店頭用B-CASカード
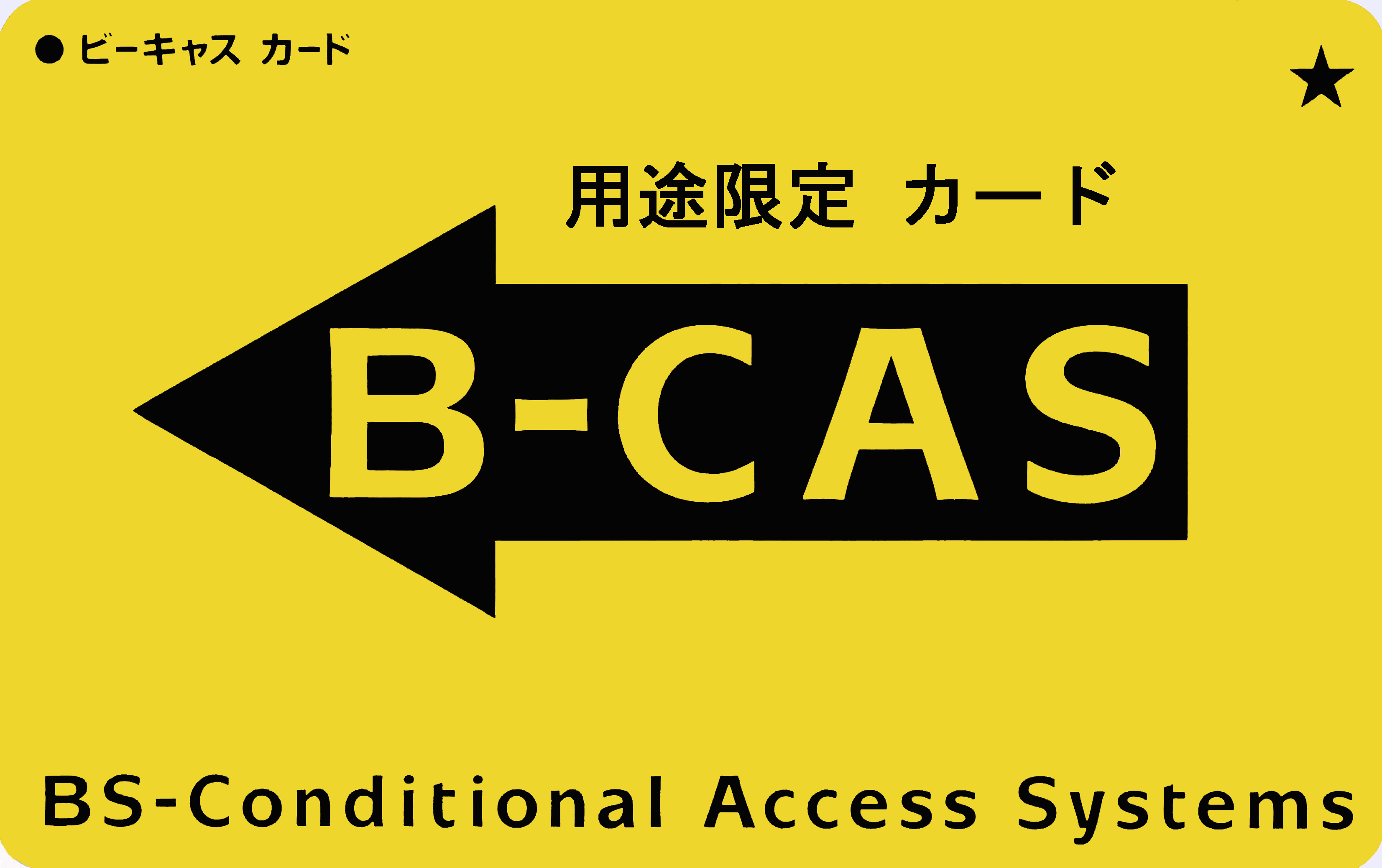
特定業務用 B-CASカード
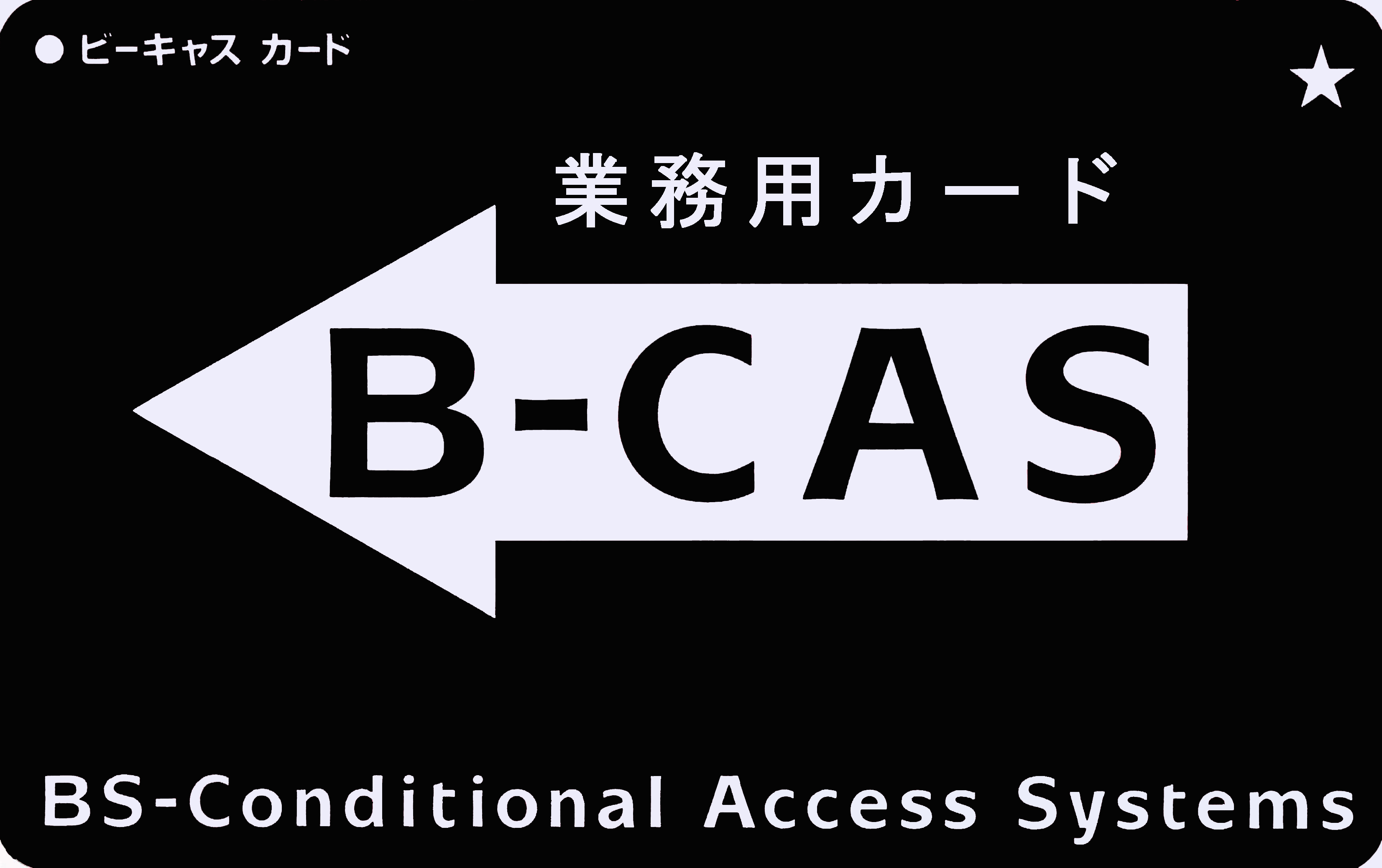
BS 110度CS 地上デジタル共用 mini B-CASカード
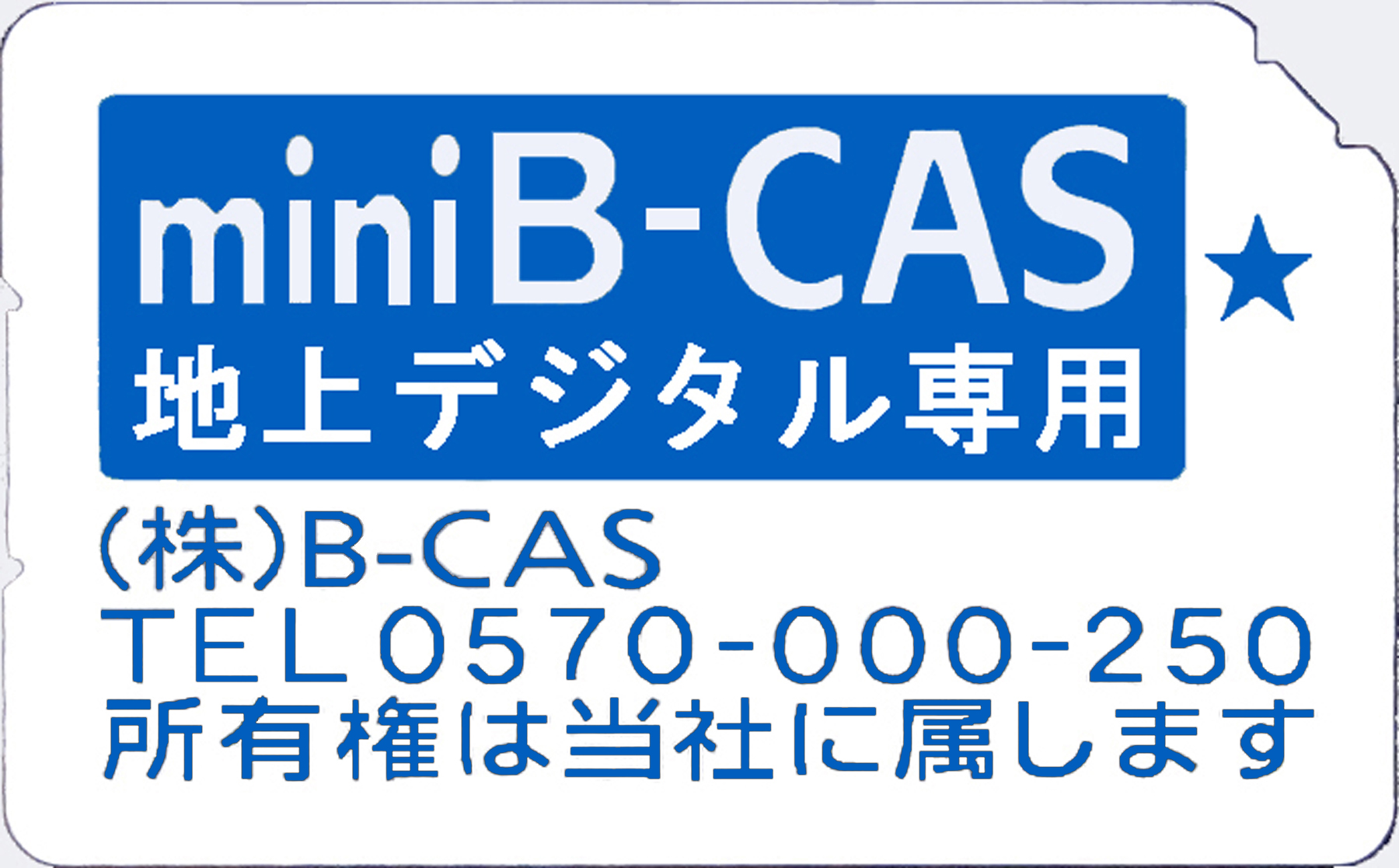
地上デジタル専用 mini B-CASカード
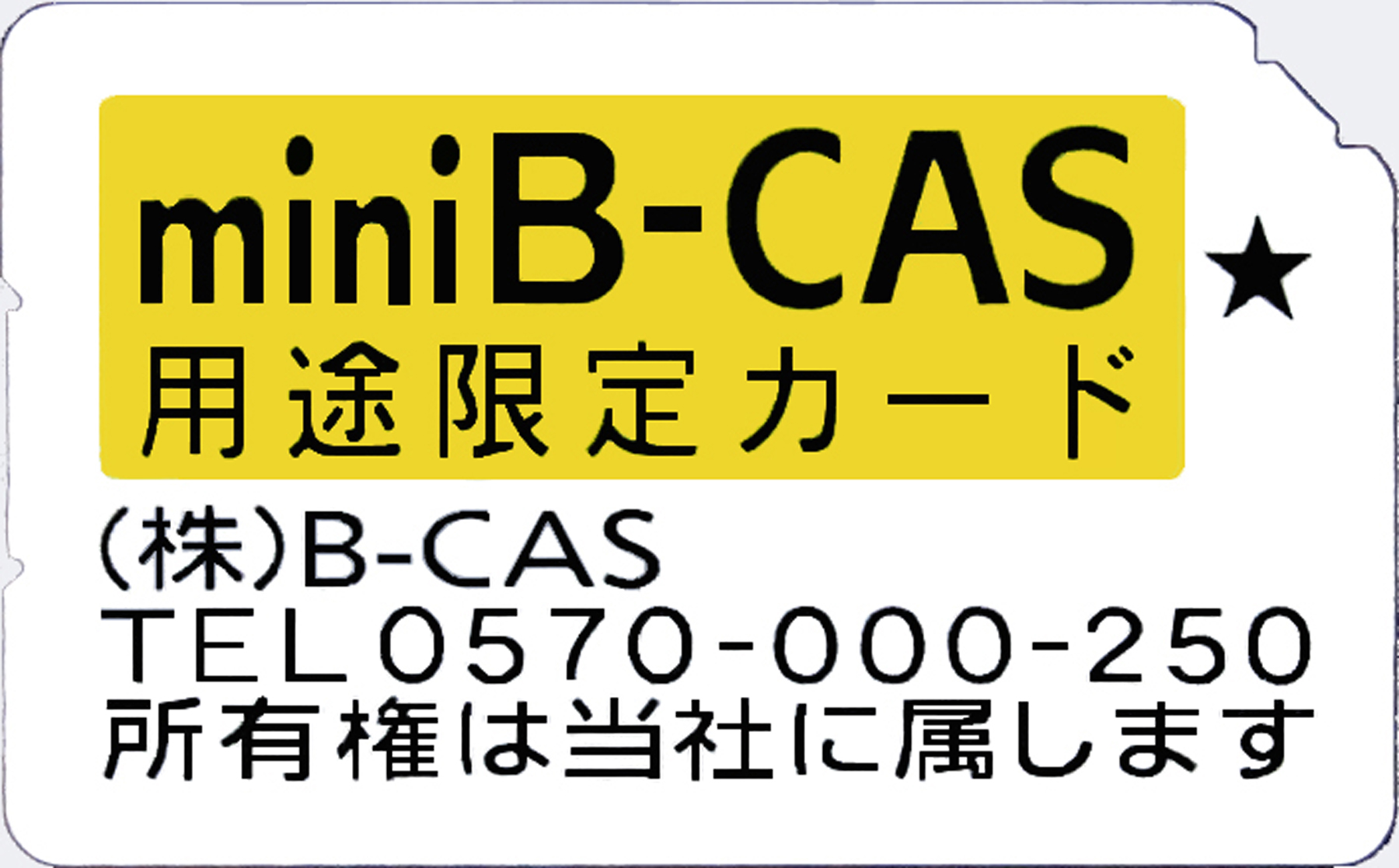
有料放送デモ用 mini B-CASカード
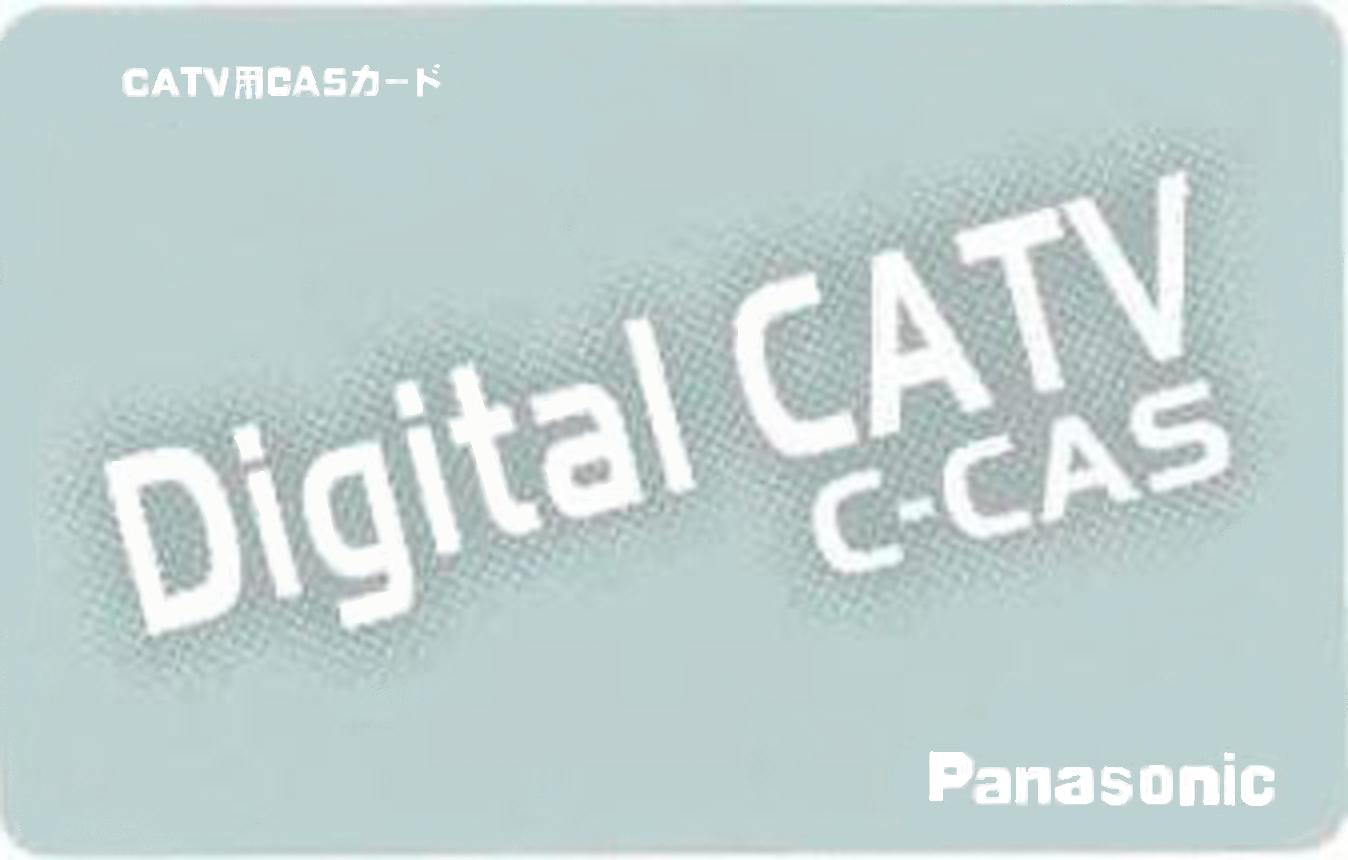
C-CASカード（松下CATV限定受信方式）
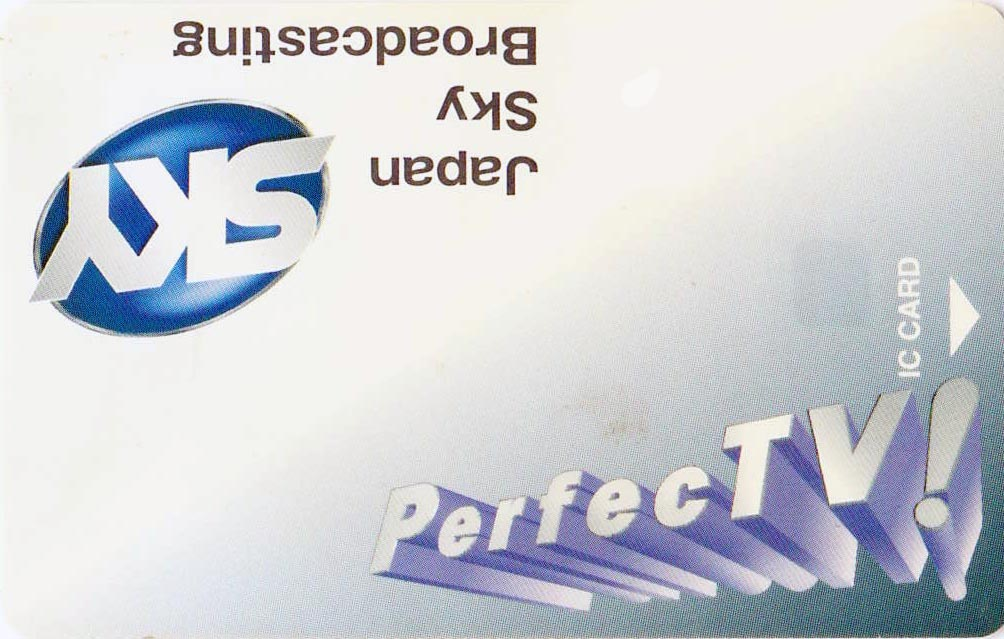
パーフェクTV!とJスカイBの共用カード
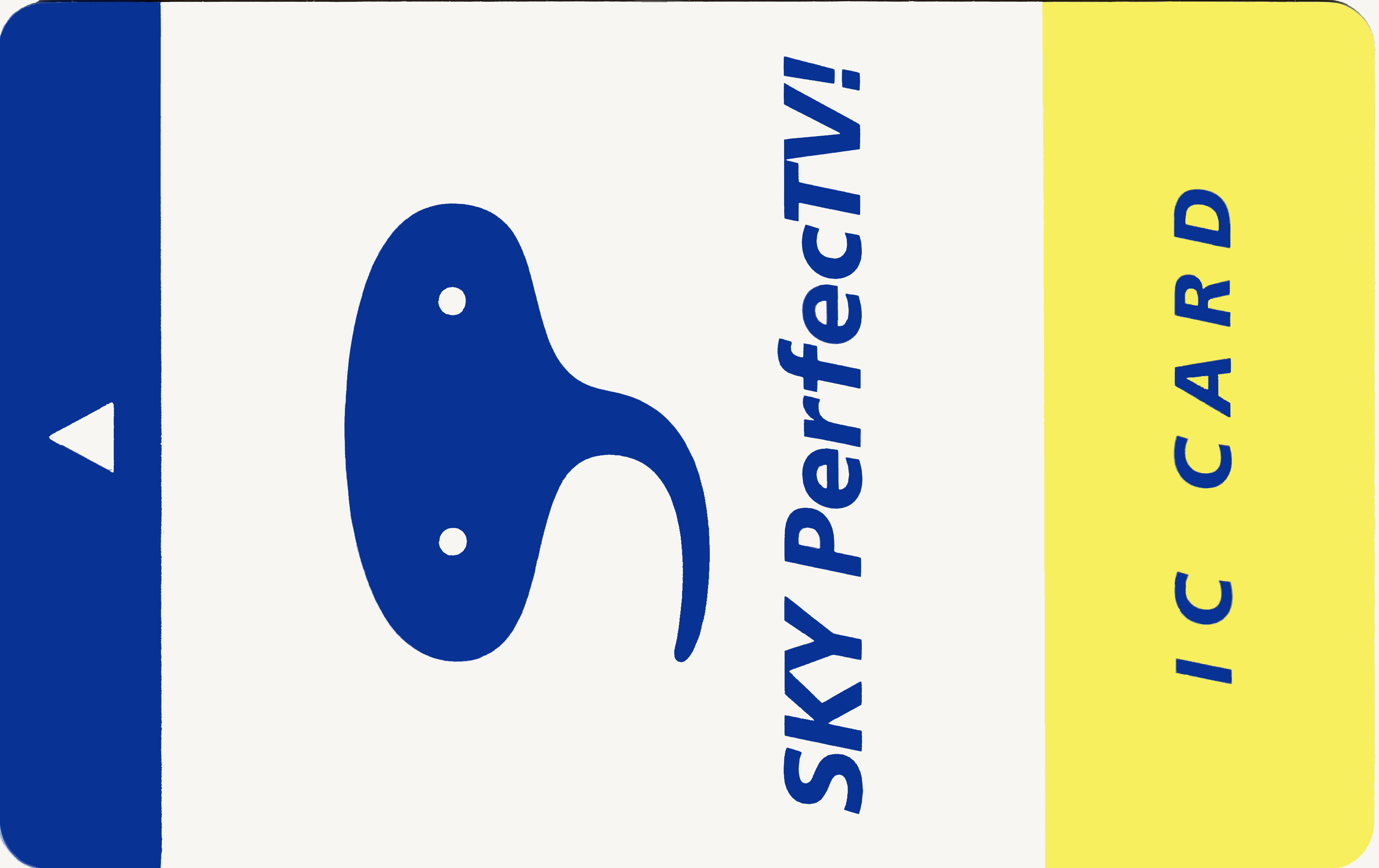
スカパーカード（旧デザイン）
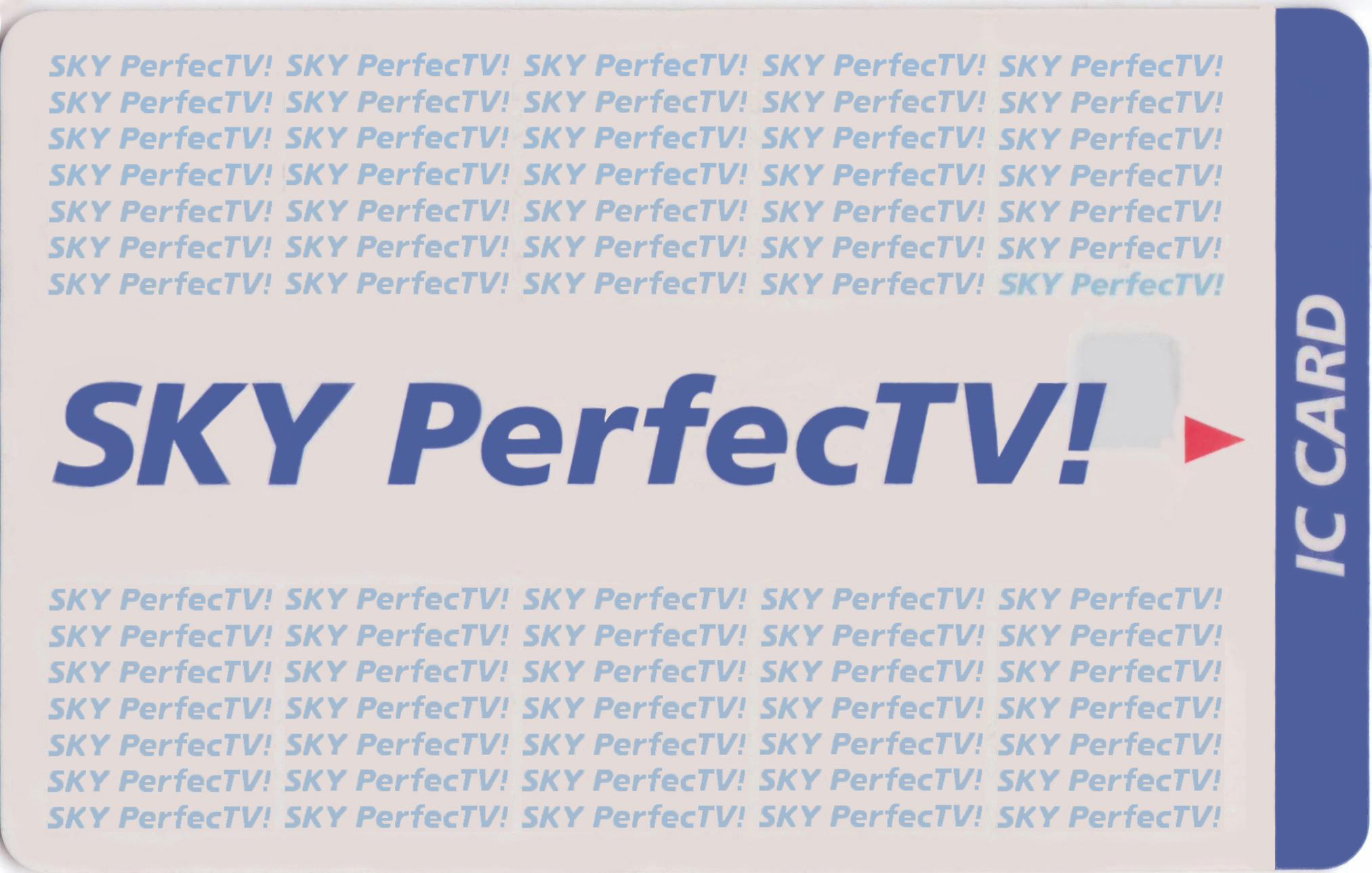
スカパーカード（旧デザイン）
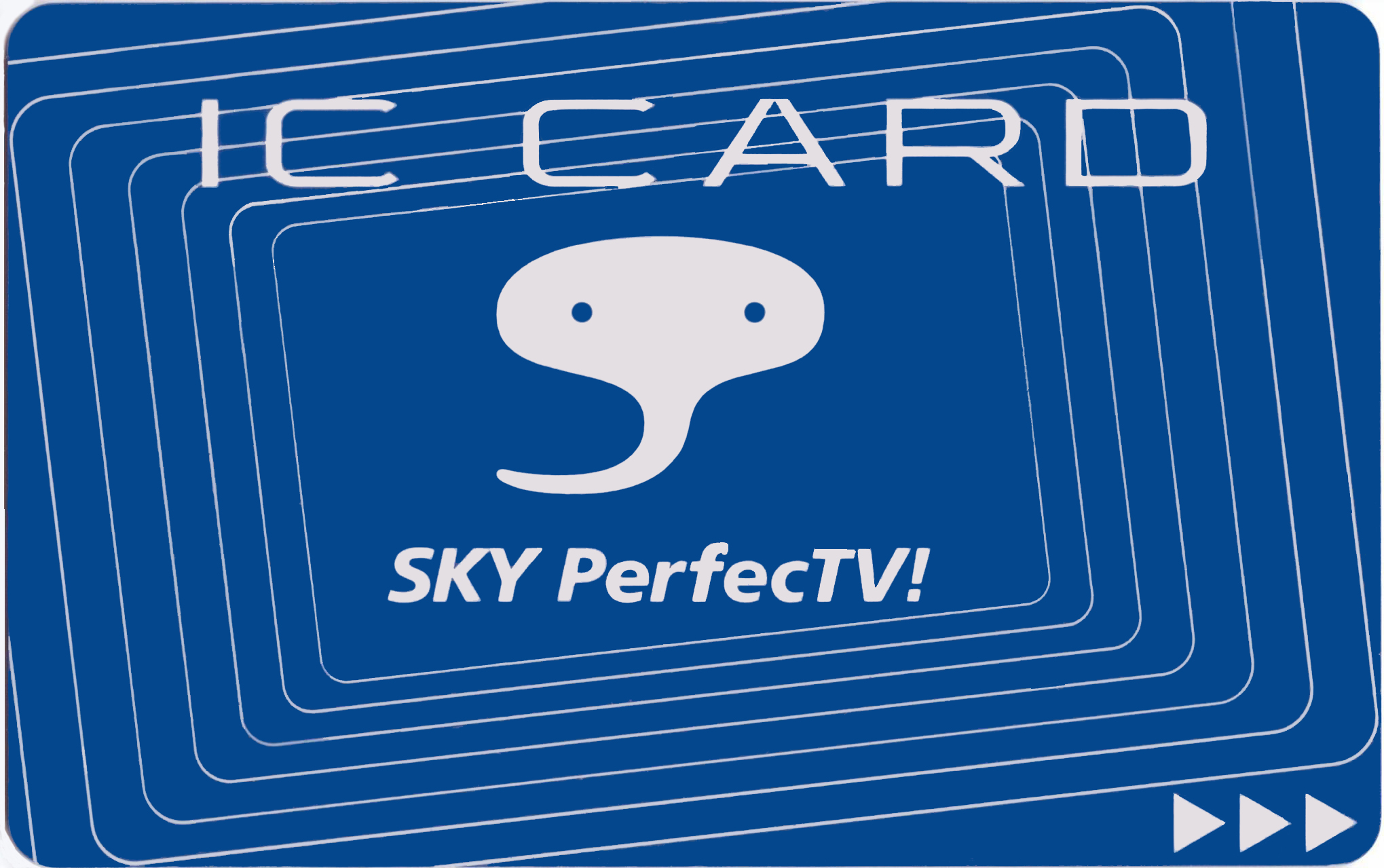
スカパーカード（現行デザイン）
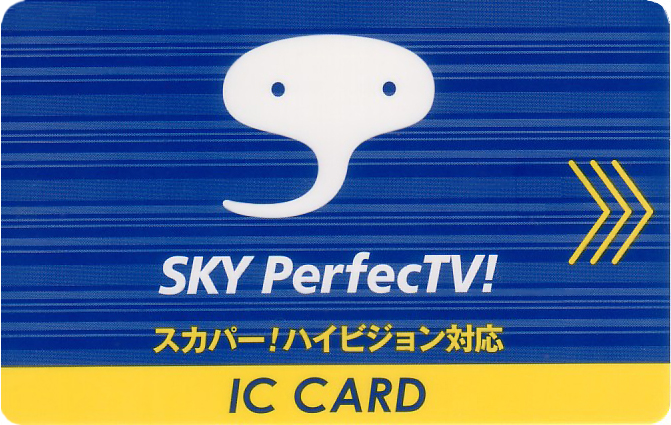
スカパー!HD専用カード
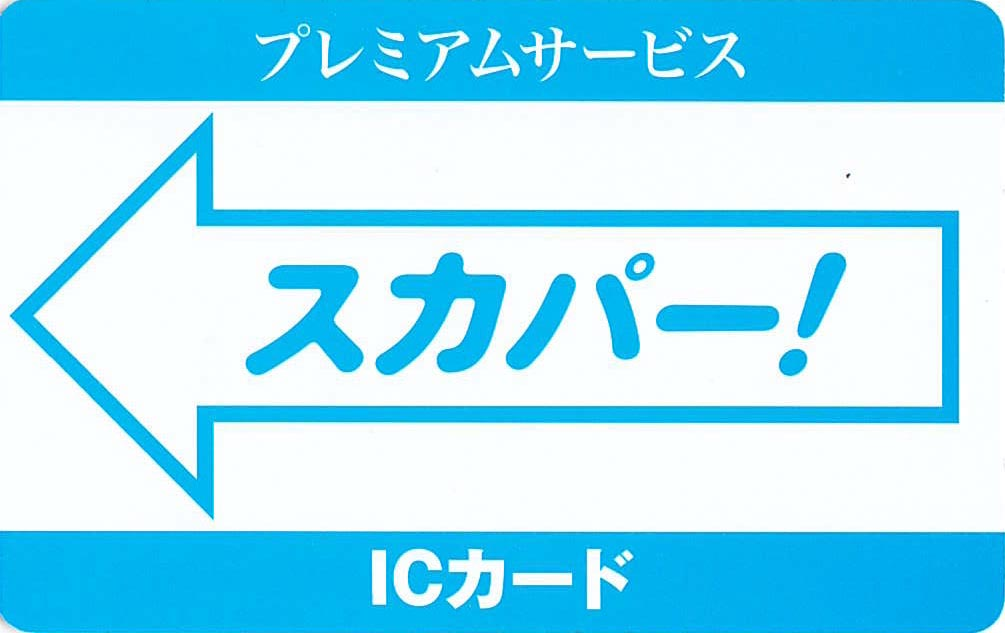
スカパー!プレミアムサービス専用カード